# لوسیوس لوسیئوس
لوسیوس لوسیئوس (انگلیسی: Lucius Lucceius; ۱ ژانویهٔ ۰۱۰۵ – ۱ ژانویهٔ ۰۰۴۰) سیاستمدار، و مورخ اهل روم باستان بود. او خطیب و دوست و خبرنگار سیسرون بود. مردی با توانایی و ذوق ادبی قابل توجه، او را می‌توان با آتیکوس مقایسه کرد. در سال ۵۹ قبل از میلاد، لوسیوس تلاش کرد تا به‌طور مشترک با گایوس ژولیوس سزار برای کنسولی روم نامزد شود. با این حال، او نتوانست به عنوان کنسول انتخاب شود، به جای او بیبولوس مقام دوم را به دست آورد و به جای لوسیوس، کنسول مشترک با ژولیوس سزار شد. او که از شکست خود در کنسول شدن در سال ۵۹ قبل از میلاد سرخورده شده بود، از زندگی عمومی کناره‌گیری کرد و خود را وقف نوشتن تاریخ جنگ اجتماعی (۹۱-۸۷ پ.م.) و جنگ‌های داخلی کرد.